# 1386
Portal Geschichte | Portal Biografien | Aktuelle Ereignisse | Jahreskalender | Tagesartikel

◄ |
13. Jahrhundert |
14. Jahrhundert
| 15. Jahrhundert | ►

◄ |
1350er |
1360er |
1370er |
1380er
| 1390er | 1400er | 1410er | ►

◄◄ |
◄ |
1382 |
1383 |
1384 |
1385 |
1386
| 1387 | 1388 | 1389 | 1390 | ► | ►►
Staatsoberhäupter  · Nekrolog
| Januar | Januar | Januar | Januar | Januar | Januar | Januar | Januar |
| Kw     | Mo     | Di     | Mi     | Do     | Fr     | Sa     | So     |
| ------ | ------ | ------ | ------ | ------ | ------ | ------ | ------ |
| 1      | 1      | 2      | 3      | 4      | 5      | 6      | 7      |
| 2      | 8      | 9      | 10     | 11     | 12     | 13     | 14     |
| 3      | 15     | 16     | 17     | 18     | 19     | 20     | 21     |
| 4      | 22     | 23     | 24     | 25     | 26     | 27     | 28     |
| 5      | 29     | 30     | 31     |        |        |        |        |

| Februar | Februar | Februar | Februar | Februar | Februar | Februar | Februar |
| Kw      | Mo      | Di      | Mi      | Do      | Fr      | Sa      | So      |
| ------- | ------- | ------- | ------- | ------- | ------- | ------- | ------- |
| 5       |         |         |         | 1       | 2       | 3       | 4       |
| 6       | 5       | 6       | 7       | 8       | 9       | 10      | 11      |
| 7       | 12      | 13      | 14      | 15      | 16      | 17      | 18      |
| 8       | 19      | 20      | 21      | 22      | 23      | 24      | 25      |
| 9       | 26      | 27      | 28      |         |         |         |         |

| März | März | März | März | März | März | März | März |
| Kw   | Mo   | Di   | Mi   | Do   | Fr   | Sa   | So   |
| ---- | ---- | ---- | ---- | ---- | ---- | ---- | ---- |
| 9    |      |      |      | 1    | 2    | 3    | 4    |
| 10   | 5    | 6    | 7    | 8    | 9    | 10   | 11   |
| 11   | 12   | 13   | 14   | 15   | 16   | 17   | 18   |
| 12   | 19   | 20   | 21   | 22   | 23   | 24   | 25   |
| 13   | 26   | 27   | 28   | 29   | 30   | 31   |      |

| April | April | April | April | April | April | April | April |
| Kw    | Mo    | Di    | Mi    | Do    | Fr    | Sa    | So    |
| ----- | ----- | ----- | ----- | ----- | ----- | ----- | ----- |
| 13    |       |       |       |       |       |       | 1     |
| 14    | 2     | 3     | 4     | 5     | 6     | 7     | 8     |
| 15    | 9     | 10    | 11    | 12    | 13    | 14    | 15    |
| 16    | 16    | 17    | 18    | 19    | 20    | 21    | 22    |
| 17    | 23    | 24    | 25    | 26    | 27    | 28    | 29    |
| 18    | 30    |       |       |       |       |       |       |

| Mai | Mai | Mai | Mai | Mai | Mai | Mai | Mai |
| Kw  | Mo  | Di  | Mi  | Do  | Fr  | Sa  | So  |
| --- | --- | --- | --- | --- | --- | --- | --- |
| 18  |     | 1   | 2   | 3   | 4   | 5   | 6   |
| 19  | 7   | 8   | 9   | 10  | 11  | 12  | 13  |
| 20  | 14  | 15  | 16  | 17  | 18  | 19  | 20  |
| 21  | 21  | 22  | 23  | 24  | 25  | 26  | 27  |
| 22  | 28  | 29  | 30  | 31  |     |     |     |

| Juni | Juni | Juni | Juni | Juni | Juni | Juni | Juni |
| Kw   | Mo   | Di   | Mi   | Do   | Fr   | Sa   | So   |
| ---- | ---- | ---- | ---- | ---- | ---- | ---- | ---- |
| 22   |      |      |      |      | 1    | 2    | 3    |
| 23   | 4    | 5    | 6    | 7    | 8    | 9    | 10   |
| 24   | 11   | 12   | 13   | 14   | 15   | 16   | 17   |
| 25   | 18   | 19   | 20   | 21   | 22   | 23   | 24   |
| 26   | 25   | 26   | 27   | 28   | 29   | 30   |      |

| Juli | Juli | Juli | Juli | Juli | Juli | Juli | Juli |
| Kw   | Mo   | Di   | Mi   | Do   | Fr   | Sa   | So   |
| ---- | ---- | ---- | ---- | ---- | ---- | ---- | ---- |
| 26   |      |      |      |      |      |      | 1    |
| 27   | 2    | 3    | 4    | 5    | 6    | 7    | 8    |
| 28   | 9    | 10   | 11   | 12   | 13   | 14   | 15   |
| 29   | 16   | 17   | 18   | 19   | 20   | 21   | 22   |
| 30   | 23   | 24   | 25   | 26   | 27   | 28   | 29   |
| 31   | 30   | 31   |      |      |      |      |      |

| August | August | August | August | August | August | August | August |
| Kw     | Mo     | Di     | Mi     | Do     | Fr     | Sa     | So     |
| ------ | ------ | ------ | ------ | ------ | ------ | ------ | ------ |
| 31     |        |        | 1      | 2      | 3      | 4      | 5      |
| 32     | 6      | 7      | 8      | 9      | 10     | 11     | 12     |
| 33     | 13     | 14     | 15     | 16     | 17     | 18     | 19     |
| 34     | 20     | 21     | 22     | 23     | 24     | 25     | 26     |
| 35     | 27     | 28     | 29     | 30     | 31     |        |        |

| September | September | September | September | September | September | September | September |
| Kw        | Mo        | Di        | Mi        | Do        | Fr        | Sa        | So        |
| --------- | --------- | --------- | --------- | --------- | --------- | --------- | --------- |
| 35        |           |           |           |           |           | 1         | 2         |
| 36        | 3         | 4         | 5         | 6         | 7         | 8         | 9         |
| 37        | 10        | 11        | 12        | 13        | 14        | 15        | 16        |
| 38        | 17        | 18        | 19        | 20        | 21        | 22        | 23        |
| 39        | 24        | 25        | 26        | 27        | 28        | 29        | 30        |

| Oktober | Oktober | Oktober | Oktober | Oktober | Oktober | Oktober | Oktober |
| Kw      | Mo      | Di      | Mi      | Do      | Fr      | Sa      | So      |
| ------- | ------- | ------- | ------- | ------- | ------- | ------- | ------- |
| 40      | 1       | 2       | 3       | 4       | 5       | 6       | 7       |
| 41      | 8       | 9       | 10      | 11      | 12      | 13      | 14      |
| 42      | 15      | 16      | 17      | 18      | 19      | 20      | 21      |
| 43      | 22      | 23      | 24      | 25      | 26      | 27      | 28      |
| 44      | 29      | 30      | 31      |         |         |         |         |

| November | November | November | November | November | November | November | November |
| Kw       | Mo       | Di       | Mi       | Do       | Fr       | Sa       | So       |
| -------- | -------- | -------- | -------- | -------- | -------- | -------- | -------- |
| 44       |          |          |          | 1        | 2        | 3        | 4        |
| 45       | 5        | 6        | 7        | 8        | 9        | 10       | 11       |
| 46       | 12       | 13       | 14       | 15       | 16       | 17       | 18       |
| 47       | 19       | 20       | 21       | 22       | 23       | 24       | 25       |
| 48       | 26       | 27       | 28       | 29       | 30       |          |          |

| Dezember | Dezember | Dezember | Dezember | Dezember | Dezember | Dezember | Dezember |
| Kw       | Mo       | Di       | Mi       | Do       | Fr       | Sa       | So       |
| -------- | -------- | -------- | -------- | -------- | -------- | -------- | -------- |
| 48       |          |          |          |          |          | 1        | 2        |
| 49       | 3        | 4        | 5        | 6        | 7        | 8        | 9        |
| 50       | 10       | 11       | 12       | 13       | 14       | 15       | 16       |
| 51       | 17       | 18       | 19       | 20       | 21       | 22       | 23       |
| 52       | 24       | 25       | 26       | 27       | 28       | 29       | 30       |
| 1        | 31       |          |          |          |          |          |          |

| Januar | Januar | Januar | Januar | Januar | Januar | Januar | Januar |
| Kw     | Mo     | Di     | Mi     | Do     | Fr     | Sa     | So     |
| ------ | ------ | ------ | ------ | ------ | ------ | ------ | ------ |
| 1      | 1      | 2      | 3      | 4      | 5      | 6      | 7      |
| 2      | 8      | 9      | 10     | 11     | 12     | 13     | 14     |
| 3      | 15     | 16     | 17     | 18     | 19     | 20     | 21     |
| 4      | 22     | 23     | 24     | 25     | 26     | 27     | 28     |
| 5      | 29     | 30     | 31     |        |        |        |        |

| Februar | Februar | Februar | Februar | Februar | Februar | Februar | Februar |
| Kw      | Mo      | Di      | Mi      | Do      | Fr      | Sa      | So      |
| ------- | ------- | ------- | ------- | ------- | ------- | ------- | ------- |
| 5       |         |         |         | 1       | 2       | 3       | 4       |
| 6       | 5       | 6       | 7       | 8       | 9       | 10      | 11      |
| 7       | 12      | 13      | 14      | 15      | 16      | 17      | 18      |
| 8       | 19      | 20      | 21      | 22      | 23      | 24      | 25      |
| 9       | 26      | 27      | 28      |         |         |         |         |

| März | März | März | März | März | März | März | März |
| Kw   | Mo   | Di   | Mi   | Do   | Fr   | Sa   | So   |
| ---- | ---- | ---- | ---- | ---- | ---- | ---- | ---- |
| 9    |      |      |      | 1    | 2    | 3    | 4    |
| 10   | 5    | 6    | 7    | 8    | 9    | 10   | 11   |
| 11   | 12   | 13   | 14   | 15   | 16   | 17   | 18   |
| 12   | 19   | 20   | 21   | 22   | 23   | 24   | 25   |
| 13   | 26   | 27   | 28   | 29   | 30   | 31   |      |

| April | April | April | April | April | April | April | April |
| Kw    | Mo    | Di    | Mi    | Do    | Fr    | Sa    | So    |
| ----- | ----- | ----- | ----- | ----- | ----- | ----- | ----- |
| 13    |       |       |       |       |       |       | 1     |
| 14    | 2     | 3     | 4     | 5     | 6     | 7     | 8     |
| 15    | 9     | 10    | 11    | 12    | 13    | 14    | 15    |
| 16    | 16    | 17    | 18    | 19    | 20    | 21    | 22    |
| 17    | 23    | 24    | 25    | 26    | 27    | 28    | 29    |
| 18    | 30    |       |       |       |       |       |       |

| Mai | Mai | Mai | Mai | Mai | Mai | Mai | Mai |
| Kw  | Mo  | Di  | Mi  | Do  | Fr  | Sa  | So  |
| --- | --- | --- | --- | --- | --- | --- | --- |
| 18  |     | 1   | 2   | 3   | 4   | 5   | 6   |
| 19  | 7   | 8   | 9   | 10  | 11  | 12  | 13  |
| 20  | 14  | 15  | 16  | 17  | 18  | 19  | 20  |
| 21  | 21  | 22  | 23  | 24  | 25  | 26  | 27  |
| 22  | 28  | 29  | 30  | 31  |     |     |     |

| Juni | Juni | Juni | Juni | Juni | Juni | Juni | Juni |
| Kw   | Mo   | Di   | Mi   | Do   | Fr   | Sa   | So   |
| ---- | ---- | ---- | ---- | ---- | ---- | ---- | ---- |
| 22   |      |      |      |      | 1    | 2    | 3    |
| 23   | 4    | 5    | 6    | 7    | 8    | 9    | 10   |
| 24   | 11   | 12   | 13   | 14   | 15   | 16   | 17   |
| 25   | 18   | 19   | 20   | 21   | 22   | 23   | 24   |
| 26   | 25   | 26   | 27   | 28   | 29   | 30   |      |

| Juli | Juli | Juli | Juli | Juli | Juli | Juli | Juli |
| Kw   | Mo   | Di   | Mi   | Do   | Fr   | Sa   | So   |
| ---- | ---- | ---- | ---- | ---- | ---- | ---- | ---- |
| 26   |      |      |      |      |      |      | 1    |
| 27   | 2    | 3    | 4    | 5    | 6    | 7    | 8    |
| 28   | 9    | 10   | 11   | 12   | 13   | 14   | 15   |
| 29   | 16   | 17   | 18   | 19   | 20   | 21   | 22   |
| 30   | 23   | 24   | 25   | 26   | 27   | 28   | 29   |
| 31   | 30   | 31   |      |      |      |      |      |

| August | August | August | August | August | August | August | August |
| Kw     | Mo     | Di     | Mi     | Do     | Fr     | Sa     | So     |
| ------ | ------ | ------ | ------ | ------ | ------ | ------ | ------ |
| 31     |        |        | 1      | 2      | 3      | 4      | 5      |
| 32     | 6      | 7      | 8      | 9      | 10     | 11     | 12     |
| 33     | 13     | 14     | 15     | 16     | 17     | 18     | 19     |
| 34     | 20     | 21     | 22     | 23     | 24     | 25     | 26     |
| 35     | 27     | 28     | 29     | 30     | 31     |        |        |

| September | September | September | September | September | September | September | September |
| Kw        | Mo        | Di        | Mi        | Do        | Fr        | Sa        | So        |
| --------- | --------- | --------- | --------- | --------- | --------- | --------- | --------- |
| 35        |           |           |           |           |           | 1         | 2         |
| 36        | 3         | 4         | 5         | 6         | 7         | 8         | 9         |
| 37        | 10        | 11        | 12        | 13        | 14        | 15        | 16        |
| 38        | 17        | 18        | 19        | 20        | 21        | 22        | 23        |
| 39        | 24        | 25        | 26        | 27        | 28        | 29        | 30        |

| Oktober | Oktober | Oktober | Oktober | Oktober | Oktober | Oktober | Oktober |
| Kw      | Mo      | Di      | Mi      | Do      | Fr      | Sa      | So      |
| ------- | ------- | ------- | ------- | ------- | ------- | ------- | ------- |
| 40      | 1       | 2       | 3       | 4       | 5       | 6       | 7       |
| 41      | 8       | 9       | 10      | 11      | 12      | 13      | 14      |
| 42      | 15      | 16      | 17      | 18      | 19      | 20      | 21      |
| 43      | 22      | 23      | 24      | 25      | 26      | 27      | 28      |
| 44      | 29      | 30      | 31      |         |         |         |         |

| November | November | November | November | November | November | November | November |
| Kw       | Mo       | Di       | Mi       | Do       | Fr       | Sa       | So       |
| -------- | -------- | -------- | -------- | -------- | -------- | -------- | -------- |
| 44       |          |          |          | 1        | 2        | 3        | 4        |
| 45       | 5        | 6        | 7        | 8        | 9        | 10       | 11       |
| 46       | 12       | 13       | 14       | 15       | 16       | 17       | 18       |
| 47       | 19       | 20       | 21       | 22       | 23       | 24       | 25       |
| 48       | 26       | 27       | 28       | 29       | 30       |          |          |

| Dezember | Dezember | Dezember | Dezember | Dezember | Dezember | Dezember | Dezember |
| Kw       | Mo       | Di       | Mi       | Do       | Fr       | Sa       | So       |
| -------- | -------- | -------- | -------- | -------- | -------- | -------- | -------- |
| 48       |          |          |          |          |          | 1        | 2        |
| 49       | 3        | 4        | 5        | 6        | 7        | 8        | 9        |
| 50       | 10       | 11       | 12       | 13       | 14       | 15       | 16       |
| 51       | 17       | 18       | 19       | 20       | 21       | 22       | 23       |
| 52       | 24       | 25       | 26       | 27       | 28       | 29       | 30       |
| 1        | 31       |          |          |          |          |          |          |

## Ereignisse

### Politik und Weltgeschehen

#### Litauen / Polen
- 2. Februar: Der litauische Großfürst Jogaila, Sohn von Algirdas wird in Lublin vom polnischen Adel zum König von Polen bestimmt und heiratet im Anschluss die polnische Königin Jadwiga.
- 15. Februar: Großfürst Jogaila (polnisch Jagiełło) wird in Krakau auf den christlichen Namen Władysław getauft. 1387 folgt die Christianisierung Litauens.
- 4. März: Jogaila besteigt als König Władysław II. Jagiełło in Krakau den polnischen Thron und begründet damit die Dynastie der Jagiellonen in Polen. Sein Vetter Vytautas etabliert sich nach weiteren Machtkämpfen als Großfürst Litauens.

#### Balkan
- Frühjahr 1386 oder 1387: Türkenkriege: Die Schlacht bei Pločnik unweit von Prokuplje zwischen Truppen des serbischen Fürsten Lazar Hrebeljanović und dem Heer der Osmanen unter Murad I. endet mit einem Sieg des serbischen Heeres.
- 17. August: Nachdem osmanische Einheiten mehrere schwere Angriffe auf Durrës unternommen haben, schließt der albanische Fürst Karl Thopia ein Bündnis mit der Republik Venedig. Karl verpflichtet sich darin, an allen Kriegen der Republik teilzunehmen oder Hilfsgelder zu zahlen und Getreide zu liefern. Außerdem verspricht er den venezianischen Kaufleuten Schutz in seinem Land. Die Republik liefert ihm im Gegenzug eine Galeere, erlaubt ihm, Söldner in ihren Gebieten zu werben und weist den Kapitän ihrer Adria-Flotte an, Karls Küsten gegen die Türken zu schützen.

#### Weitere Ereignisse in Europa
- 24. Februar: König Karl II. von Ungarn, in Personalunion auch König Karl III. von Neapel, wird in Visegrád von Adligen ermordet.
- 9. Mai: Portugal und England bekräftigen ihre Allianz mit dem Vertrag von Windsor.
- 9. Juli: In der Schlacht bei Sempach besiegen die Eidgenossen das Heer von Herzog Leopold III. von Österreich, der in der Schlacht fällt. Die Schlacht gilt in der Geschichte der Schweiz als Höhepunkt des Konfliktes zwischen den Habsburgern und den Eidgenossen während der Schweizer Habsburgerkriege. Durch den Sieg kann sich die Eidgenossenschaft festigen und das Kräfteverhältnis im schweizerischen Mittelland wird entscheidend zugunsten der Eidgenossen verändert.

#### Stadtrechte und urkundliche Ersterwähnungen
- Die Orte Ebenung, Großalmerode und Mösbach werden erstmals urkundlich erwähnt.
- Friedrich, Pfalzgraf bei Rhein und Herzog in Bayern, verleiht Frontenhausen das Marktrecht.

### Wirtschaft
- 8. Juni: Die vier rheinischen Kurfürsten Kuno von Trier, Friedrich von Köln, Adolf von Mainz und Ruprecht von der Pfalz schließen sich zum Rheinischen Münzverein zusammen. Sie lassen den Rheinischen Gulden, der bald im ganzen Reich als Handelsmünze anerkannt ist, später auch den Weißpfennig prägen. Der Währungsraum des Rheinischen Münzvereins erstreckt sich rheinabwärts bis Neuss, moselaufwärts bis Cochem, rheinaufwärts und mainabwärts bis Worms und Höchst.
- In Augsburg wird die Brauerei Zum Goldenen Roß gegründet.

### Wissenschaft und Technik
- 1. Oktober: Der pfälzische Kurfürst Ruprecht I. stiftet die Heidelberger Universität mit päpstlicher Genehmigung von Urban VI. Am 18. Oktober beginnt das studium generale mit einer Messe, am nächsten Tag werden die Vorlesungen aufgenommen. Erster Rektor wird Marsilius von Inghen. Die ersten Professoren der jungen Heidelberger Universität kommen aus Paris und Prag, nachdem sie vor der Kirchenspaltung und den Nationalitätenkämpfen aus ihrer Heimat ins damals sichere Ausland nach Heidelberg geflohen sind.

### Religion
Der Bau am Dom zu Mailand beginnt.

### Gesellschaft
- Ein Schwein wird in England nach einem Tierprozess wegen Kindesmordes erhängt.

## Geboren

### Geburtsdatum gesichert
- 12. März: Ashikaga Yoshimochi, japanischer Shōgun († 1428)
- 24. Juni: Johannes Capistranus, italienischer Wanderprediger († 1456)
- 16. September: Heinrich V., König von England († 1422)
- 19. September: Ambrogio Traversari, italienischer Humanist, Theologe und Ordensgeneral († 1439)
- 25. November: Elisabeth Achler, deutsche Ordensschwester und Mystikerin († 1420)

### Genaues Geburtsdatum unbekannt
- Adolf II., Graf von Nassau-Wiesbaden-Idstein († 1426)
- Anna von Cilli, Königin von Polen und Großfürstin von Litauen († 1416)
- Balša III. Stracimirović, serbischer Fürst in Montenegro († 1421)
- Cristoforo Buondelmonti, italienischer Mönch und Geograph († um 1430)
- Faradsch, Sultan von Ägypten († 1412)
- Pierre de Foix, Legat des Papstes in Avignon und Erzbischof von Arles († 1464)
- Ghillebert de Lannoy, französischer Ritter († 1462)
- Heinrich XVI., Herzog von Bayern-Landshut († 1450)
- Eleanor Holland, englische Adelige († nach 1413)
- Lan Kham Daeng, König von Lan Xang († 1428)
- Nicolaus de Tudeschis, italienischer Theologe und Erzbischof von Palermo († 1445)
- Thiébaut VIII. de Neufchâtel, Berater der französischen Könige und der Herzöge von Burgund und Lothringen im Hundertjährigen Krieg († 1459)

## Gestorben

### Todesdatum gesichert
- 2. Januar: Tilo von Stobenhain, Bischof von Samland
- 27. Januar: Reinhard von Moirke, der Ältere, Schöffe und Bürgermeister der Reichsstadt Aachen
- 24. Februar: Karl III., König von Neapel und Fürst von Achaia, als Karl II. König von Ungarn (* 1345)
- 24. März: Johann I., Graf von Auvergne und Boulogne (* 1326)
- 1. April: James Audley, englischer Magnat (* 1312)
- 8. April: Siegfried zum Paradies, Politiker und Patrizier in Frankfurt am Main
- 27. April: Leonore Teles de Menezes, Königin und Regentin von Portugal (* 1340)
- 30. Mai: Konrad von Geisenheim, Bischof von Lübeck
- 24. Juni: Giles Daubeney, englischer Ritter und Politiker (* um 1333)
- 9. Juli: Petermann von Gundoldingen, Schultheiss von Luzern
- 9. Juli: Konrad V., Herzog von Teck (* 1361)
- 9. Juli: Leopold III., Herzog von Österreich, Steiermark, Kärnten und Krain (* 1351)
- 9. Juli: Martin Malterer, Ritter aus Freiburg im Breisgau
- 9. Juli: Johann Ochsenstein, kommandierender Feldhauptmann der Habsburger (* 1331)
- 9. Juli: Otto I., Markgraf von Baden-Hachberg
- 9. Juli: Peter von Aarberg, Adeliger (* um 1350)
- 9. Juli: Niklaus Thut, Schultheiss der habsburgischen Stadt Zofingen
- 9. Juli: Arnold Winkelried, mythische Figur der Schweizer Geschichte
- 25. Juli: Nikolaus von Gara, Palatin von Ungarn, Ratgeber Ludwigs I. und enger Vertrauter von Königin Elisabeth von Bosnien
- 20. August: Bo Jonsson Grip, schwedischer Reichsrat und Reichsdrost
- 15. September: Roland von Salsomaggiore, Eremit, Seliger (* um 1310)
- 26. September: Walter Fitzwalter, englischer Adeliger und Militär (* 1345)
- 31. Dezember: Johanna von Bayern, erste Ehefrau des böhmischen und römisch-deutschen Königs Wenzel (* 1362)

### Genaues Todesdatum unbekannt
- Gerhard Darsow, Lübecker Kaufmann, Ratsherr und Mitbegründer der Zirkelgesellschaft
- Euphemia de Ross, Königin  von Schottland
- Agnes von Holstein, Herzogin von Sachsen-Lauenburg
- Albert Hoyer, deutscher Kaufmann, Ratsherr und Kämmerer
- Johannes II. Wilcken, Bischof von Cammin
- Jonang Chogle Namgyel, Person des tibetischen Buddhismus (* 1306)
- Heinrich von Lammesspringe, Chronist (* um 1325)
- Tidemann Lemberg, Kaufmann und Patrizier aus Dortmund (* um 1310)
- Heinrich von Moos, Schweizer Adeliger und Landammann
- Niphon, Patriarch von Alexandria